# Lasioglossum simplex
Lasioglossum simplex là một loài Hymenoptera trong họ Halictidae. Loài này được Robertson mô tả khoa học năm 1901.